# 斑黛喀蒂寺
斑黛喀蒂寺（罗马化：Prasat Banteay Kdei）, 是柬埔寨吴哥的一个佛教寺庙，位于塔普伦寺东南，吴哥城之东。建造于12世纪中期到13世纪初的阇耶跋摩七世时期， ，建筑风格为巴戎风格，与塔布茏寺和圣剑寺接近，但规模和复杂度较小。
斑黛喀蒂寺由于错误的结构以及使用的砂岩质量差，导致破败不堪，目前正在整新。斑黛喀蒂寺在过去几个世纪中，直到20世纪60年代，数次被僧侣占领。

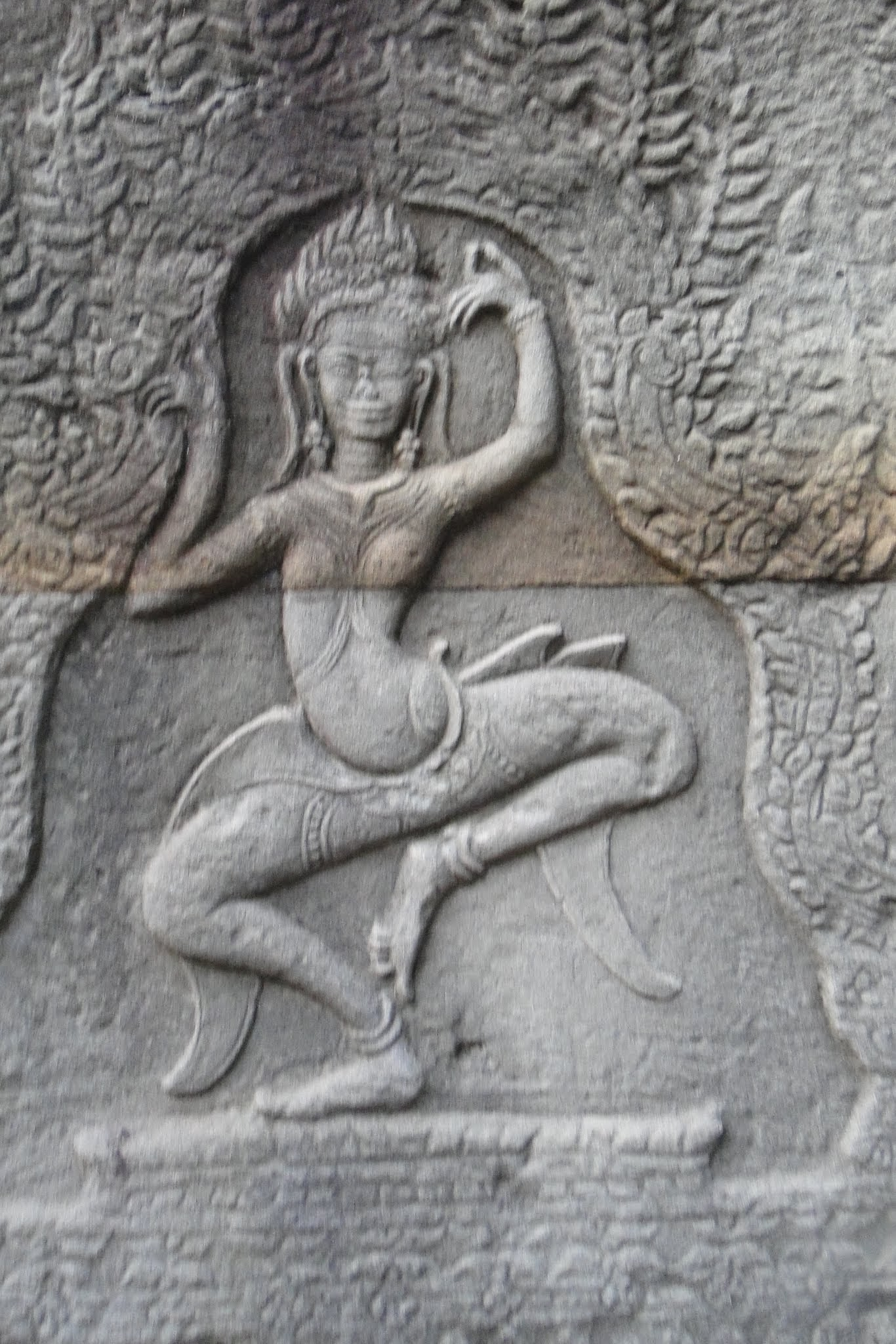
仙女舞

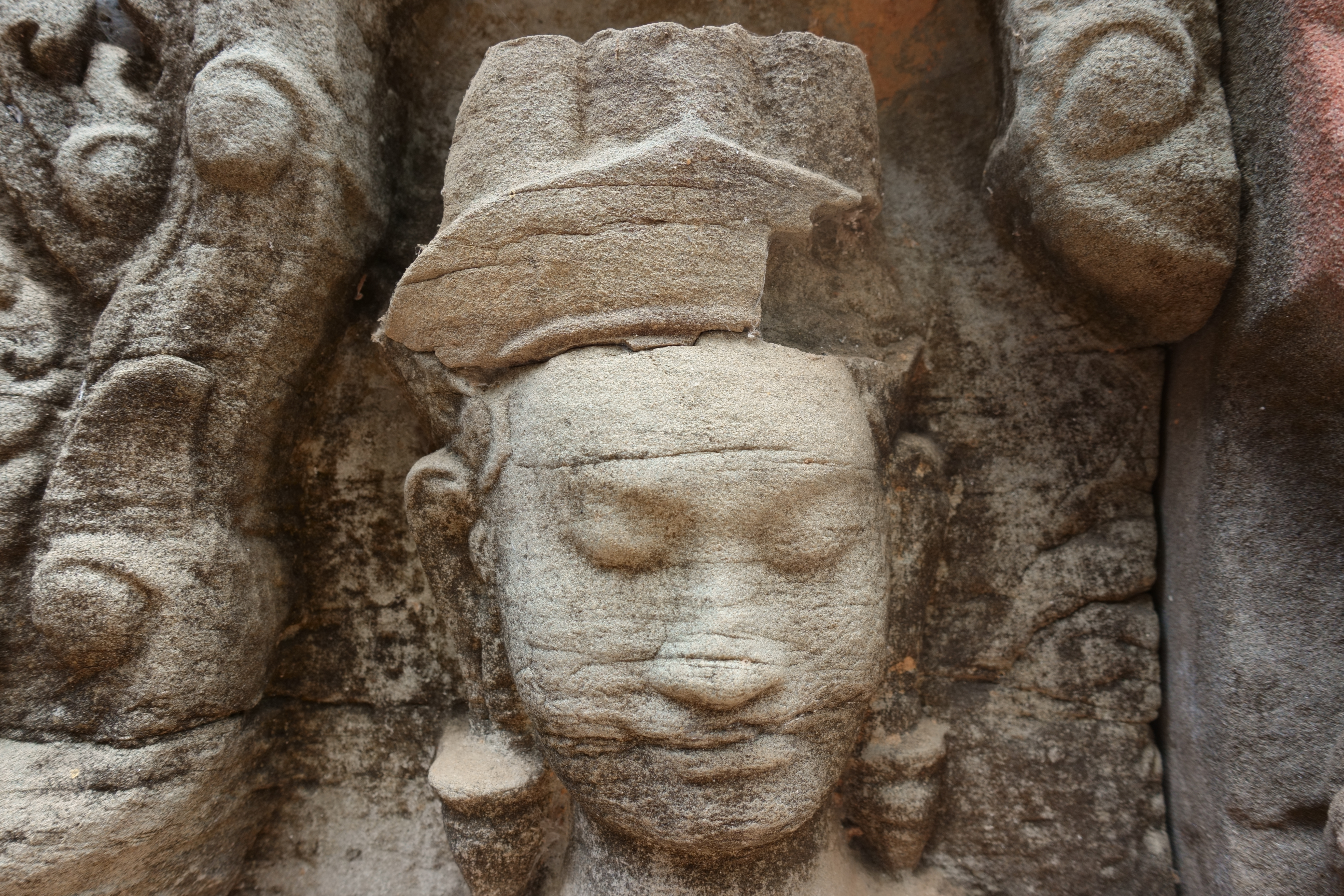
微笑的仙女